# Ferme la fenêtre pour les moustiques
Ferme la fenêtre pour les moustiques est une émission de radio française ayant été diffusée sur la station de radio publique France Inter durant l'été 1991. Elle était animée par Laurent Ruquier et une équipe d'animateurs. Elle est suivie à la rentrée 1991 par l'émission Rien à cirer également animée par Laurent Ruquier et reprenant le même générique.

## Animateurs (à compléter)
- Laurent Ruquier : animateur et présentateur.
- Pascal Brunner : imitateur.
- Jacques Ramade : avec sa voix bien particulière, Jacques Ramade tenait une rubrique de brèves.
- Patrick Font : ancien chansonnier – il formait avec Philippe Val le duo Font et Val – il intègre l'émission et relance ainsi sa carrière.  Très apprécié grâce à son cynisme, sa carrière d'animateur s'arrêta net après une condamnation pour attouchements sur mineurs.
- Anne Roumanoff